# Disneyland
Disneyland, oficialment Disneyland Park des dels anys 1990, és un parc temàtic situat a Anaheim (Califòrnia, Estats Units). Va ser el primer parc d'aquest tipus construït per The Walt Disney Company, i l'únic que va ser dissenyat i construït sota supervisió del productor i cineasta nord-americà Walt Disney.
Inicialment Disney volia construir un parc d'atraccions al costat dels seus estudis d'animació situats a Burbank, Califòrnia, i se l'hauria anomenat Mickey Mouse Park —«parc de Mickey Mouse». L'espai necessari pels plans de Walt Disney va acabar sent més gran dels terrenys que hi havia a l'estudi, i Disney va encarregar al consultor Harrison Buzz Price un estudi per a cercar el lloc més adequat per al projecte; com a resultat, va ser seleccionat un camp de tarongers a Anaheim, Califòrnia. Per inspirar-se Walt Disney va visitar altres parcs dels Estats Units i d'altres països, i va finançar el projecte amb els seus propis diners i amb fons proporcionats per l'editorial Western Publishing i per la cadena televisiva American Broadcasting Company (ABC). Amb aquesta última va signar un acord per produir el programa de televisió Disneyland, que li va permetre promocionar el parc abans de la inauguració, factor que va ser primordial per al seu èxit.
Disneyland va obrir portes a la premsa i a convidats especials el 17 de juliol de 1955, poc més d'un any després de l'inici de la construcció, i l'endemà va ser obert al públic general. Malgrat que executius d'altres parcs creien que Disneyland seria un fracàs, durant la primera setmana obert va registrar una assistència de més de 160.000 persones. El 1957, dos anys després de l'obertura, Disneyland era una de les atraccions turístiques més importants als Estats Units, superant en popularitat llocs com el Gran Canyó o el Parc Nacional de Yellowstone. S'estima que fins al 2015 ha estat un dels parcs d'atraccions amb major afluència per any a tot el món, a més de ser visitat per més de 700 milions de persones des de la inauguració el 1955. Se li atribueix haver «redefinit el concepte de les vacances familiars», i ha estat catalogat com una «meca turística». El parc ha debutat diversos conceptes nous, com el seu disseny, dividit en àrees temàtiques; la incorporació de robots audio-animatronics emprats en algunes de les seves atraccions i la primera muntanya russa construïda amb acer tubular en la història.
Degut a l'èxit, Disney va construir altres parcs en altres zones dels Estats Units i altres països: al Magic Kingdom a Florida —inaugurat el 1971— van seguir altres parcs als Estats Units, Japó, França i la República Popular de la Xina. Des de 2001 Disneyland forma part d'un complex vacacional anomenat Disneyland Resort, que inclou un altre parc d'atraccions —Disney California Adventure— i la zona comercial Downtown Disney.

## Història

### Antecedents

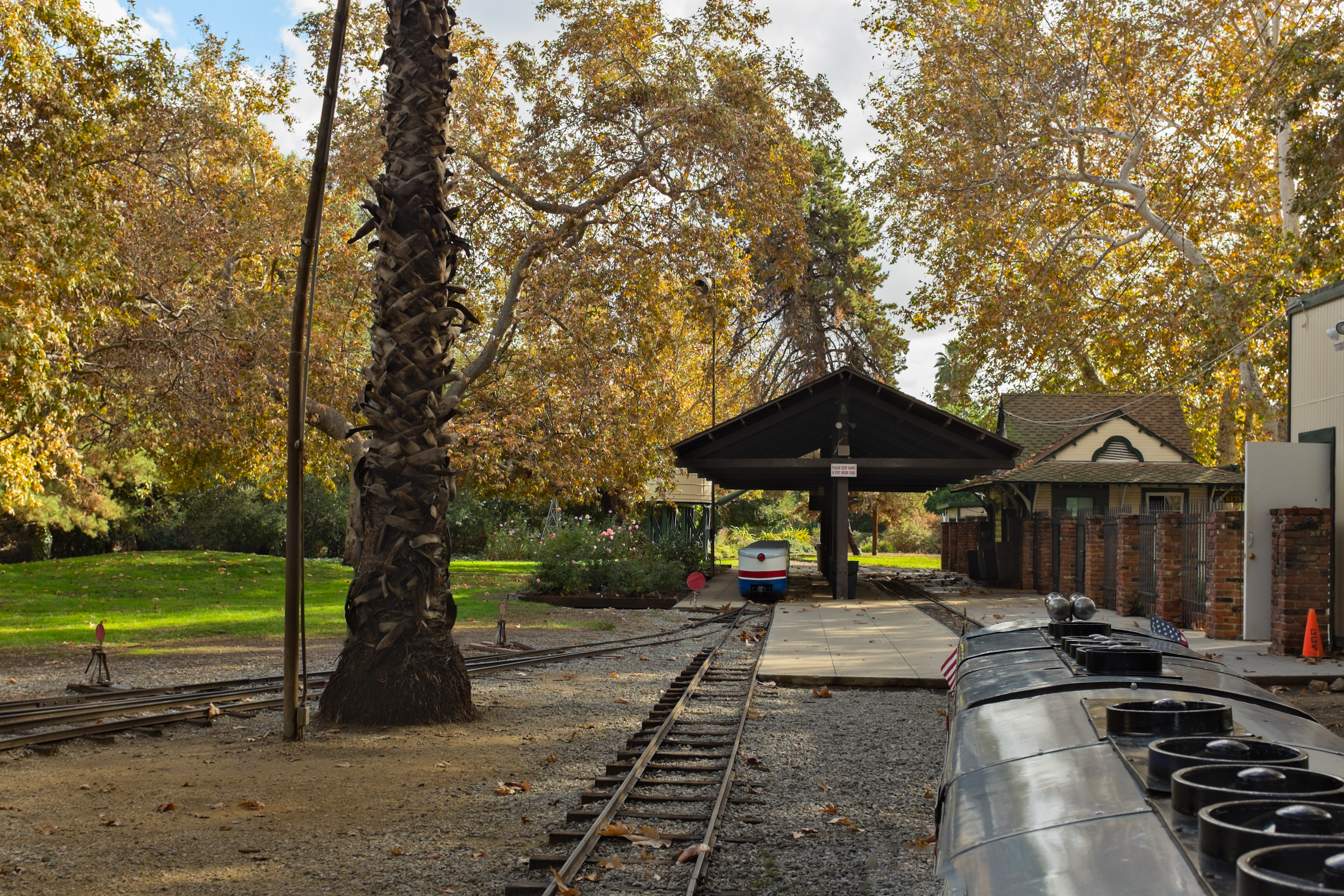
Fotografía d'una estació de tren al parc Griffith.

El concepte de Disneyland va començar quan Walt Disney estava visitant el parc Griffith a Los Angeles amb les seves filles Diane i Sharon. Mentre les observava pujades als cavallets se l'hi va acudir la idea d'un lloc on adults i els seus fills poguessin anar per divertir-se junts, però aquesta idea va quedar en suspens molts anys.
L'agost de 1948 Disney i l'animador Ward Kimball van anar a un esdeveniment anomenat Chicago Railroad Fair, realitzat per commemorar el centèsim aniversari del ferrocarril a Chicago i on s'exhibien més de trenta locomotores i vehicles, a més de comptar amb algunes atraccions temàtiques per al públic, com un poblat indi. Un aspecte de la fira que va cridar l'atenció a Disney va ser l'estructura disposada en àrees temàtiques que al·ludien a conceptes com el Far West o llocs com Nova Orleans. Durant el mateix viatge van visitar el museu a l'aire lliure Greenfield Village, a Dearborn (Michigan), que imitava a una vila al voltant de la qual circulava un tren, i on s'exhibien automòbils i edificis històrics. En tornar a Los Angeles, Disney va contractar a l'enginyer mecànic Roger I. Broggie perquè dissenyés un model a escala de la locomotora de vapor Central Pacific 173, que li havia cridat l'atenció i agradat. Disney la va anomenar «Carolwood Pacific Railroad» i, una vegada construïda, la va posar al pati posterior de casa seva a Beverly Hills.

### Disseny i selecció dels terrenys
L'idea inicial de Walt Disney va ser construir un parc d'atraccions al costat dels seus estudis per aprofitar una secció de terreny que no tenia cap ús, i així donar als turistes l'oportunitat de visitar els estudis, una petició que li havien estat fent des que els edificis van aparèixer a la pel·lícula The Reluctant Dragon (1941). No obstant això, al principi tenia previst que només fos visitat pels empleats dels seus estudis i els seus familiars.

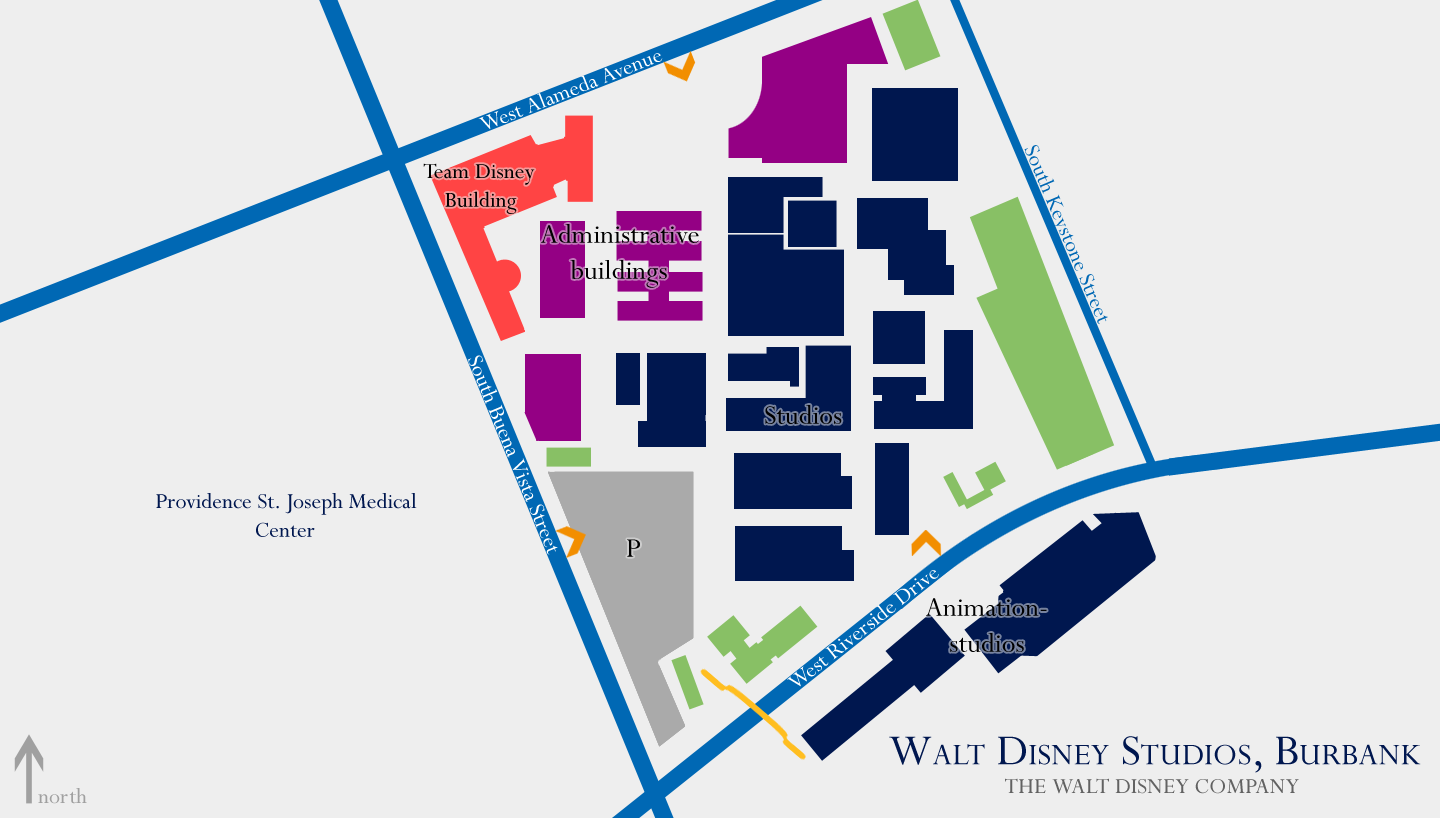
Mapa de The Walt Disney Company, a Burbank, Califòrnia. Observi's en la part central inferior l'àrea ocupada pels estudis d'animació, en creuar l'avinguda West Riverside. En aquesta ubicació, Disney tenia pensat construir originalment el Mickey Mouse Park.

Disney tenia pensat situar el parc de diversions a l'altre costat de l'avinguda Riverside Drive, en un terreny que alguns executius de l'empresa anomenaven Riverside Lot i que tenia 64.749,6 m². El parc hauria portat el nom de Mickey Mouse Park i hauria tingut sets cinematogràfics en miniatura i una petita vila a l'estil del Far West, amb un espai de jocs per a nens, botigues, un teatre d'òpera, una sala de cinema, una granja i un llac. Els visitants haurien pogut recórrer tant el parc com els voltants dels estudis d'animació pujats a un tren. Els animadors Ken Anderson i Herb Ryman van fer els esbossos inicials del parc a petició de Disney, que concebia el Mickey Mouse Park com una opció extra perquè la visita als estudis fos encara més atractiva.
Atès que, en la seva opinió, la majoria dels parcs només tenien atraccions exclusives per a nens i estaven bruts i descuidats, va destacar la importància d'oferir al seu parc un espai higiènic i confortable per als visitants, a més d'una varietat d'atraccions que poguessin gaudir també els adults. L'animador Harper Goff va elaborar un nou esbós el 1951. Per ampliar el seu criteri, Disney va visitar altres parcs d'atraccions dels Estats Units i d'altres països, com el parc Beverly, un a Coney Island i els jardins de Tivoli, a Dinamarca. A principis de 1952 va contactar amb l'arquitecte Charles Luckman per descriure-li el seu concepte del parc i analitzar junts la possible distribució de les atraccions. A mesura que el concepte va anar evolucionar es va fer evident que a Riverside Lot no hi hauria prou espai per incloure totes les atraccions. A més, el setembre de 1952 l'Ajuntament de Burbank va rebutjar la sol·licitud de construir el parc a la ciutat, en considerar-lo com a «insegur i sorollós» per a la població.
Per determinar una nova situació que complís amb les seves expectatives, Disney va contactar el consultor Harrison Buzz Price, del Stanford Research Institute. En el seu anàlisi, Buzz Price va avaluar dades demogràfiques de diversos llocs i, a l'agost de 1953, va exposar deu propostes a Walt Disney, de les que el cineasta va triar un camp de tarongers de 647.496 m2, que pertanyia a Ron Domínguez, situat a Anaheim, al sud de Los Angeles. La proximitat a l'Autopista Santa Ana, aleshores en construcció, suposaria un avantatge al facilitar l'accés als visitants.

### Finançament, acord amb la ABC i construcció
Inicialment la postura de la junta directiva de la companyia respecte al Mickey Mouse Park va ser de recel a causa de la seva situació financera —a la fi dels anys 1940 tenia deutes ascendents a 4000 milions de dòlars nord-americans- i al temps que Walt Disney hauria de dedicar al parc. Disney, referint-se al nou parc va comentar: «No existeix res al món com això. Ho sé perquè ho he buscat. Això és pel que pot arribar a ser grandiós, perquè serà únic. Un nou concepte d'entreteniment, i penso - sé - que pot ser un èxit».. A més, les institucions bancàries posaven obstacles a les peticions de finançament de Disney, possiblement perquè «el negoci de l'entreteniment a l'aire lliure era un anacronisme cultural que havia decaigut de forma considerable» en aquesta època, sumat a la falta d'experiència del productor en construccions comercials. Per continuar finançant el projecte, Disney va haver de vendre una de les seves cases de vacances a Palm Springs i va liquidar algunes pòlisses de la seva assegurança de vida. El seu germà Roy O. Disney, a càrrec de l'administració financera de Disney Productions, va contribuir amb 10.000 USD, malgrat que originalment estava en desacord amb el parc. Per aconseguir més fons, al desembre de 1952 Disney va fundar l'empresa privada Walt Disney Inc., després reanomenada com WED Enterprises, amb la qual va gestionar els drets per l'ús comercial de la seva marca, incloent un percentatge dels ingressos que obtenia Disney Productions per concepte de regalies. Els primers empleats d'aquesta nova empresa eren dissenyadors i animadors de Disney Productions que estaven interessats en el Mickey Mouse Park. Es van sumar després a la inversió el segell editorial Western Publishing, responsable de la publicació de diversos llibres i historietes basades en les cintes animades de Disney, i la recentment creada American Broadcasting Corporation (ABC). El 1953, Disney Productions va començar a proporcionar més fons al projecte.
Abans de l'acord entre ABC i Disney no hi havia antecedents de negocis entre el cinema i la televisió. Al començament dels anys 1950 només un 10% de les famílies nord-americanes tenien un televisor a les seves llars. Aquesta xifra va augmentar significativament a començament dels anys 1960 fins a un 87% de la població. Segons expliquen els escriptors Kevin i Laurie Collier Hillstrom, en la seva obra The Industrial Revolution in America, potser el canvi es va donar pel «continu desenvolupament i diversificació de la programació centrada en l'audiència nord-americana», així com a les innovacions tecnològiques. No obstant això cap dels grans estudis de Hollywood semblava interessat a invertir en programes per a televisió, perquè hi havia una noció generalitzada que la televisió era una competència directa pel cinema. En aquest context va sorgir la cadena televisiva ABC, que no només hauria de competir amb altres cadenes ja consolidades com a CBS i NBC, sinó també amb els estudis de Hollywood. Així que, després d'assabentar-se de la necessitat econòmica de Disney, va optar per donar-hi suport amb un fons de 500.000 USD, a canvi de la producció conjunta d'un programa familiar que li servís a l'ABC com catapulta davant l'audiència. Va ser la primera vegada que un productor de Hollywood va arribar a un acord amb una cadena televisiva. El programa es va titular Disneyland, es transmetria originalment durant tres anys, comptant amb un total de 26 capítols per temporada, i inclouria un contingut mixt de curts de dibuixos animats i d'imatges reals, així com documentals sobre la natura.

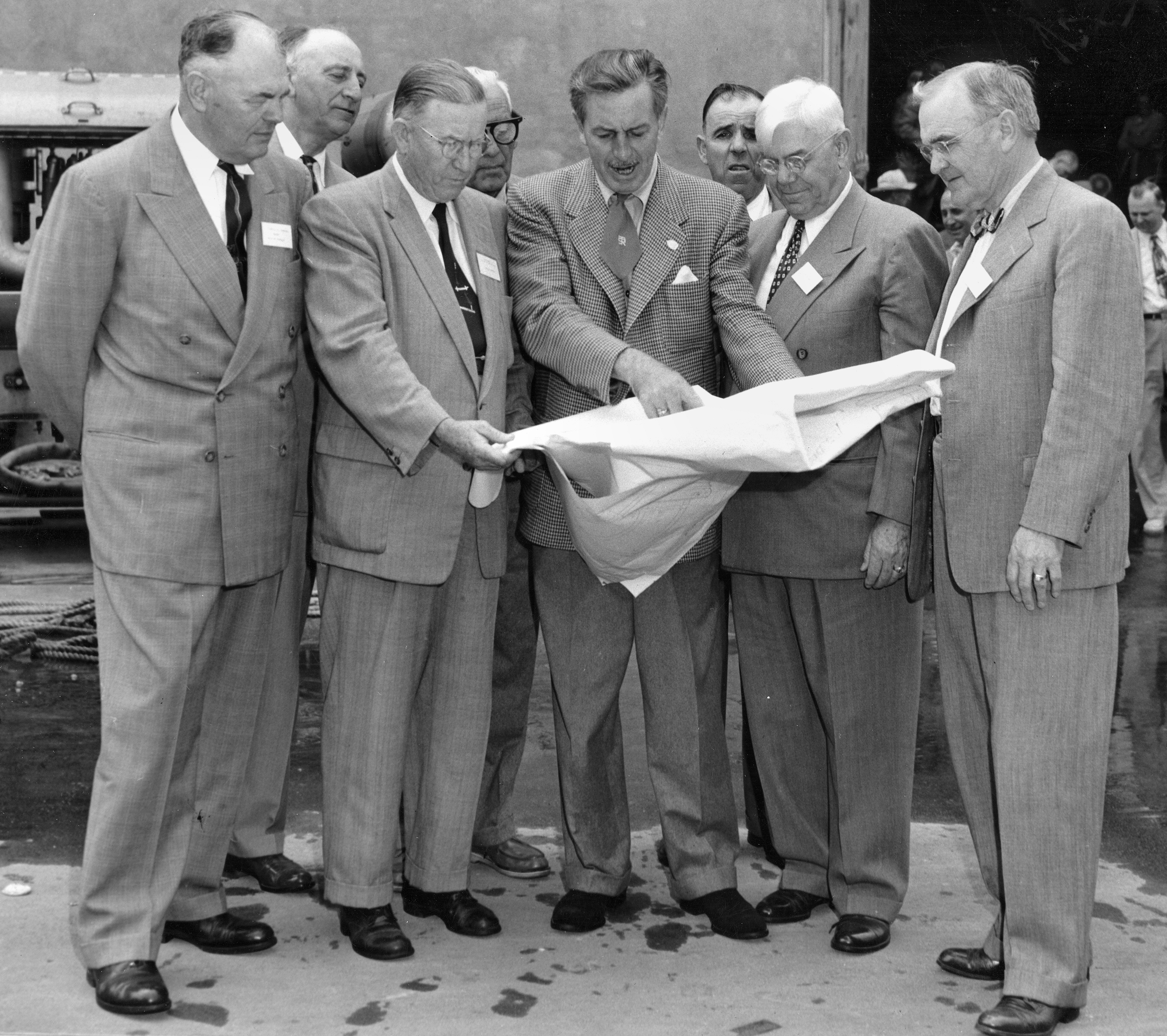
Fotografia on Disney (al centre) apareix mostrant els plànols de Disneyland a l'alcalde Charles Pearson i alguns funcionaris governamentals d'Anaheim, el desembre de 1954.

L'agost de 1953 Disney va fundar una altra empresa que va anomenar Disneyland Incorporated, encarregada del disseny i del control dels «plans, models i altres propietats del parc», i on s'hi va incorporar personal de WED Enterprises i Disney Productions. Disney va encunyar el terme imageneers, per la contracció gramatical de les paraules imagination (imaginació) i engineering (enginyeria), per referir-se als dissenyadors del parc i les seves atraccions, i que eren els caps de consultors, arquitectes i enginyers civils, mecànics i elèctrics. Alguns dels principals involucrats en aquesta fase van ser Marvin Aubrey Davis, Joe Fowler i C. V. Wood, aquest últim com a director del projecte. Durant aquesta època el parc va ser reanomenat «Disneyland», de manera homònima a la sèrie d'ABC. Des del començament els imagineers van observar similituds entre la construcció del parc i la instal·lació d'un set cinematogràfic, i per al disseny a escala d'alguns edificis van utilitzar la perspectiva forçada. Per la seva banda, Disney es va mantenir ocupat amb el disseny d'uns cavallets que havia importat del Canadà —que acabaria sent el King Arthur Carrousel de Disneyland— i amb el d'un parell de locomotores de vapor amb els que els visitants viatjarien al voltant del parc. Com uns anys abans, Broggie va ser el responsable del disseny d'aquests nous models. Durant aquest temps empreses com American Motors Corporation i Ritchfield Oil van contactar a Disney per finançar les seves pròpies atraccions al parc; d'aquests acords van resultar la sala de cinema Circorama i l'atracció Autopia, ambdues amb un cost de 45.000 USD. 
El model definitiu mostrava el parc dividit en diverses àrees temàtiques de manera similar a la Chicago Railroad Fair. L'accés pel públic era un camí que conduïa directament al castell de la Bella Dorment i, a partir d'aquí, el visitant podia triar qualsevol altra de les àrees disponibles. Aquest disseny era inèdit en un parc de diversions, i Disneyland és considerat com a precursor dels parcs temàtics. Les àrees originals del parc eren: Main Street U.S.A., ambientada a Marceline (Missouri), un poble nord-americà dels anys 1890, amb edificis i botigues de productes al llarg de la via d'accés del parc; Adventureland, que Disney va definir com «la meravella del disseny de la mateixa naturalesa», amb un poble d'ambient tahitià; Frontierland, ambientada en el Far West americà; Fantasyland, llar d'alguns personatges animats de Disney; i Tomorrowland, espai dedicat a la tecnologia futurista. Una altra àrea estava inspirada en Chinatown, encara que finalment va ser descartada per Disney. Per oferir hostalatge als turistes es va concebre la construcció d'un hotel de 650 habitacions amb piscines i pistes de tennis, que hauria d'estar situat a la part posterior del parc, en una superfície de 121.405,5 m². Finalment es va plantejar que l'estacionament del parc tingués una capacitat inicial per 12.000 vehicles.
La construcció de Disneyland va començar el 12 de juliol de 1954, i Disney en va preveure la inauguració l'any següent, al juliol de 1955. Durant les setmanes següents es va treure el camp de tarongers i es va preparar el terreny segons els plànols del parc. Per donar forma a alguns pujols van ser necessaris 267.594,2 m³ de terra, i es van excavar altres punts per fer cavitats i formar rius i llacs, omplerts amb milions de litres d'aigua. Després de condicionar el terreny, es van asfaltar les calçades i es van construir les diferents estructures i edificis de cada àrea temàtica. A l'octubre de 1954 ABC va començar a transmetre la sèrie Disneyland, on van difondre documentals com Operation Undersea —sobre la producció de la cinta Twenty Thousand Leagues Under the Sea i que va obtenir un Premi Emmy—, i que va servir a Disney com a plataforma per donar a conèixer el disseny i atraccions que tindria Disneyland a més de mantenir informada l'audiència sobre el progrés de la construcció.

### Dia de la dedicatòria i inauguració (1955)
La sèrie televisiva va augmentar l'expectativa del públic per Disneyland, malgrat que alguns empresaris de parcs d'atraccions del país eren escèptics sobre el projecte de Disney, i coincidien en que seria un fracàs. Mesos abans de l'obertura, milers de persones van acudir al lloc en obres per veure el progrés de la construcció, la qual va tenir un cost de disset milions de dòlars nord-americans i en la qual van participar 2300 treballadors.
Si bé la construcció no era encara acabada del tot, Disney va demanar a C. V. Wood que enviés entre 15 000 i 20 000 entrades a 29 agències informatives, empleats del govern i dels seus estudis d'animació, inversors i celebritats de Hollywood per convidar-los a conèixer el parc el diumenge 17 de juliol, un dia abans de l'obertura al públic. Oficialment inaugurat aquest dia, i amb un total de 18 atraccions, Disneyland va rebre 35 000 persones, aproximadament el doble del previst, ja que molts visitants hi van accedir amb tiquets falsificats o van saltar la tanca. Per evitar aglomeracions en l'única porta d'entrada que hi havia només es va permetre l'entrada de grups reduïts cada vint minuts.
L'ABC va transmetre la inauguració en directe en un programa especial titulat Dateline: Disneyland, d'una durada de 94 minuts. La cobertura de l'esdeveniment va ser catalogada com «la major concentració d'equip d'enregistrament per part d'una sola cadena de televisió», i van mirar l'emissió un total de noranta milions espectadors. Aquest dia va ser conegut després com el «dia de la dedicatòria», perquè Disney va donar un discurs de benvinguda en el qual va incloure la següent dedicatòria:
| «                                                                                  | A tots els que vingueu a aquest lloc feliç: benvinguts! Disneyland és la vostra terra. Aquí, els grans reviun els grats records del passat - i aquí els joves podran apreciar el repte i la promesa del futur. Disneyland està dedicada als ideals, als somnis i als esdeveniments difícils que han creat els Estats Units - amb l'esperança de que serà una font d'alegria i inspiració per a tot el món. | » |
| — —Traducció de la dedicatòria de Walt Disney durant la inauguració de Disneyland. | |   |

Aquell dia hi va haver alguns problemes que van afectar la inauguració. Per exemple, les fonts d'aigua potable no funcionaven degut a una vaga de fontaners, algunes atraccions no van funcionar com calia, va haver-hi una fuita de gas que va comportar el tancament momentani de Fantasyland i alguns restaurants no van poder satisfer l'alta demanda. A tot l'anterior es va sumar la temperatura de 37,7 °C a Anaheim aquest dia, que va provocar que es fongués l'asfalt en alguns sectors de Main Street U.S.A. i va dificultar el pas als visitants. Temps després Disney va reconèixer que aquest dia va ser «desastrós», diversos mitjans van coincidir a qualificar-l'ho com «una decepció», i se'l va conèixer com el «diumenge negre de Disneyland».
L'endemà, dilluns 18 de juliol, va ser la inauguració pel públic general. Durant la primera setmana, 161.657 persones van visitar el parc. L'horari original era de 10 del matí a 11 de la nit, i el preu de l'entrada era d'un dòlar per als adults i cinquanta centaus per als nens menors de dotze anys. Les atraccions tenien un cost addicional que variava entre deu i vint-i-cinc centaus cadascuna, mentre que l'aparcament costava vint-i-cinc centaus. El primer any el parc va rebre 3,6 milions de visitants, cosa que va suposar ingressos per Disney de deu milions de dòlars. A començament del 1957 s'havien registrat deu milions de visitants, dels quals un 40% venien de fora de l'estat de Califòrnia. La popularitat del parc va augmentar tant que, amb prou feines un parell d'anys després de l'estrena, ja era considerat com una de les principals destinacions turístiques dels Estats Units, provocant una millora de la situació financera de Disney Productions a partir de 1955, any que va duplicar els ingressos obtinguts d'un any abans.

### Primera dècada: noves atraccions i els audio-animatronics (1956-1965)
Poc després de l'obertura es va establir un sistema que permetia visitar amb una mateixa entrada diferents grups d'atraccions identificats per lletres —A, B, C, D i E. L'estiu de 1956 va tenir lloc el primer dels espectacles pirotècnics a Disneyland, que des de llavors es fan regularment per commemorar algunes festivitats com el Dia de la Independència dels Estats Units d'Amèrica i el Nadal. El 1958 va construir-se el vaixell de tres pals Columbia —una rèplica del Columbia Rediviva, primer vaixell nord-americà en circumnavegar la Terra—, i es van ampliar altres atraccions, com Autopia. També va començar la construcció del Disneyland Monorail System, que després de la seva posada en servei passaria a ser el primer servei de transport diari en monorail al país, i el primer a l'hemisferi occidental de la Terra; a més de fer-se les primeres desfilades, que com l'espectacle pirotècnic, han continuat fent-se des de llavors per celebrar algunes festivitats. Els ingressos de Disneyland aquest any van ser de 13,4 milions de dòlars.
Malgrat haver estat una de les idees originals que havia tingut Disney per al Mickey Mouse Park, fins al 1961 els empleats no van començar a utilitzar disfresses dels personatges animats de l'empresa, dissenyats per Bill Justice, i que van permetre que es relacionessin d'una manera més directa amb els visitants. Durant aquesta dècada es va posar en servei la muntanya russa Matterhorn Bobsleds, la primera a utilitzar vies d'acer tubular, marcant una fita en el desenvolupament de futures atraccions d'aquesta mena en altres llocs al món. WED Enterprises continuava al capdavant del desenvolupament de noves atraccions, i un dels seus principals interessos en aquesta època era la incorporació d'un sistema de robots audio-animatronics a algunes atraccions. Aquests ninots, que per funcionar fan servir vàlvules pneumàtiques, van aparèixer per primera vegada a l'atracció Enchanted Tiki Room, inaugurada el juny de 1963. Aquest mateix any, Disneyland va registrar ingressos per vint-i-quatre milions de dòlars. A l'any següent, Disney va presentar a la Fira Mundial de Nova York quatre atraccions. Una d'aquestes atraccions, It's a small world, un passeig en bot per l'interior d'un edifici amb nombrosos ninots animats i parlants i que va ser una de les exhibicions més concorregudes de l'esdeveniment, va ser traslladada al parc i va obrir dos anys després.
Fins al 1965, una dècada després de l'obertura, Disneyland havia generat un total de dos-cents milions de dòlars nord-americans i l'havien visitat un total de cinquanta milions de persones. Aquest any comptava amb 47 atraccions i la superfície s'havia ampliat a un total de 121,4 ha.

### Mort de Disney, obertura de nous parcs i redisseny de Disneyland (1966-2001)
El juliol de 1966 es va inaugurar l'àrea temàtica New Orleans Square, inspirada en la ciutat de Nova Orleans. Poc després Walt Disney va ser diagnosticat de càncer de pulmó i la seva salut va decaure gradualment fins a la seva mort el 15 de desembre als 65 anys. El seu germà Roy O. Disney va ocupar el lloc al capdavant de Disney Productions fins al 1971, any en què va morir. Malgrat l'absència dels Disney, Disneyland va continuar ampliant-se durant els següents anys: el 1966 i el 1967 es van estrenar les atraccions Pirates of the Caribbean i Haunted Mansion, respectivament, que van esdevindre molt populars entre els visitants, a més de servir d'inspiració per la saga Pirates del Carib i les pel·lícules The Haunted Mansion (2003) i Haunted Mansion (2025).
Al març de 1972 es va inaugurar l'àrea temàtica Bear Country —després reanomenada com Critter Country—, amb un cost de vuit milions de dòlars, al lloc on anteriorment es trobava una atracció al·lusiva a la cultura indígena nord-americana. A la fi de la dècada de 1970, es van construir dues muntanyes russes: Space Mountain (1977) i Big Thunder Mountain Railroad (1979), amb l'última inspirant-se en el Parc Nacional del Canyó Bryce. El juliol de 1980, per commemorar el 25è. aniversari de Disneyland, es van fer diversos actes especials que van incloure una desfilada, nous espectacles pirotècnics i una festa de 25 hores de durada, a més de posar-se a la venda bitllets d'admissió que permetien visitar il·limitadament les atraccions del parc durant les celebracions, i alguns productes relacionats amb la celebració. Fins al gener de 1981, el parc havia estat visitat per 200 milions de persones, xifra que es va incrementar a 250 milions a l'agost de 1985, i que va portar a atorgar-li un rècord Guiness com el parc d'atraccions més visitat a la història. A partir de febrer d'aquest any el parc va passar a obrir diàriament al públic durant tot l'any, abans tancava els dilluns i dimarts durant la temporada baixa.
Des de mitjans dels anys 1980 Michael Eisner, nou director executiu de The Walt Disney Company, va engegar una sèrie d'iniciatives per transformar Disneyland en un resort turístic, i que es van perllongar fins a principi dels anys 2000. En primer lloc, es va remodelar la superfície limítrofa al parc i es van adquirir un parell d'hotels. Van continuar afegint noves atraccions com Star Tours —el primer simulador a un parc de diversions i inspirat en la sèrie cinematogràfica La guerra de les galàxies— i Splash Mountain el  —un recorregut en vagó amb forma de tronc per un riu artificial—, el 1987 i 1989 respectivament, i es va inaugurar l'àrea temàtica Mickey's Toontown l'any 1993, inspirada en la pel·lícula Qui ha enredat en Roger Rabbit? (1988). El 1998 va obrir una reforma de l'àrea Tomorrowland, amb l'atracció Rocket Rods, la pel·lícula 3D Honey, I Shrunk the Audience i l'exposició Innoventions. A principis de 1995 l'equip d'imageneers va començar a treballar en el disseny d'un segon parc californià situat just davant de l'entrada de Disneyland, Disney California Adventure, que es va inaugurar al febrer de 2001 juntament amb un tercer hotel, Disney's Grand Californian Hotel, i l'àrea comercial Downtown Disney, com a part del nou Disneyland Resort. El 1996 el parc Disneyland va rebre a 15,3 milions de visitants, xifra rècord d'assistència des dels anys 1980; no obstant això, els següents anys d'aquesta dècada la quantitat de visitants va disminuir fins als 14,25 milions registrats el 1998 i els 13,4 milions el 1999.

### Celebracions de 50 i 60 anys,Star Wars: Galaxy's Edgei pandèmia de COVID-19 (2002-present)
L'any 2003 l'atracció The Many Adventures of Winnie the Pooh va obrir a l'àrea Critter Country, substituint l'espectacle Country Bear Jamboree. Aquell mateix any el parc va començar a preparar-se pel seu 50è aniversari, incrementant el manteniment —reduït durant la dècada anterior com a mesura per reduir costos—, reformant moltes de les atraccions, i repintant i reformant molts espais del parc. La celebració del 50 aniversari va començar el 5 de maig de 2005 i durar 18 mesos el 2005 i 2006, durant la que es va inaugurar un nou espectacle pirotècnic i una nova desfilada. A més, durant la celebració un vehicle de totes les atraccions del parc presents des de l'obertura del parc es va pintar de daurat.
Des de maig de 2015 fins al setembre de 2016 Disneyland va celebrar el seu 60 aniversari, amb una nova desfilada i un nou espectacle de focs artificials.
L'any 2015 es va anunciar la construcció de Star Wars:Galaxy's Edge, una nova àrea a Disneyland basada en La guerra de les galàxies. Per tal de deixar espai per a la nova àrea 10 atraccions van tancar, amb algunes tancant temporalment i altres tancant permanentment. A més, una sèrie de reformes orientades a millorar el moviment dels visitants del parc es van dur a terme a la vegada, com ampliacions dels vials i retirada d'obstacles, preveient un gran increment de visitants un cop la nova àrea obrís. Star Wars:Galaxy's Edge va obrir el 29 de maig de 2019 juntament amb l'atracció Millenium Falcon: Smuggler's Run, mentre que la segona atracció de l'àrea, Star Wars: Rise of the Resistance va obrir el 17 de gener de 2020.
El parc Disneyland, juntament amb la resta del Disneyland Resort, va tancar indefinidament el 14 de març de 2020 com a resposta a la pandèmia de COVID-19. Després de gairebé quatre mesos de tancament, l'àrea comercial Downtown Disney va reobrir el 9 de juliol de 2020. Estava planejat reobrir els parcs el 17 de juliol de 2020, el dia del 65è aniversari de Disneyland, però a causa de l'augment dels casos de COVID-19 a Califòrnia la reobertura dels parcs es va tornar a ajornar, preveient de que el parc romangués tancat com a mínim fins al 31 de desembre de 2020. El febrer de 2021, Disneyland va anunciar un esdeveniment amb entrades d'aforament limitat anomenat "A Touch of Disney", que oferiria als visitants comprar a algunes de les botigues i gaudir de certs restaurants del parc del 18 de març al 19 d'abril de 2021. El 5 de març de 2021, el Departament de Salut Pública de Califòrnia va anunciar que Disneyland podria reobrir amb restriccions de capacitat a partir de l'1 d'abril de 2021. La setmana següent, el llavors CEO de Disney, Bob Chapek, va anunciar que la companyia tenia previst reobrir oficialment el parc a finals d'abril de 2021. Disneyland, juntament amb Disney California Adventure, va reobrir oficialment el 30 d'abril de 2021, amb capacitat limitada i pautes de distanciament social i mascareta vigents. La setmana següent, la companyia va anunciar un pla titulat DisneylandForward per ampliar el parc amb més atraccions, restaurants i botigues amb l'espera que l'Ajuntament d'Anaheim rebria els plans de desenvolupament per a l'aprovació el 2023. El 15 de juny de 2021, després d'una ordre del governador de Califòrnia Gavin Newsom, Disneyland, Disney California Adventure i altres parcs temàtics de Califòrnia van tornar a la seva capacitat pre-pandèmia, juntament amb l'aixecament de la majoria de les restriccions pandèmiques de COVID-19.
Durant 2023, Disneyland va celebrar el centenari de The Walt Disney Company, amb l'obertura de l'atracció Mickey & Minnie's Runaway Railway i un nou espectacle de focs artificials.

## Àrees

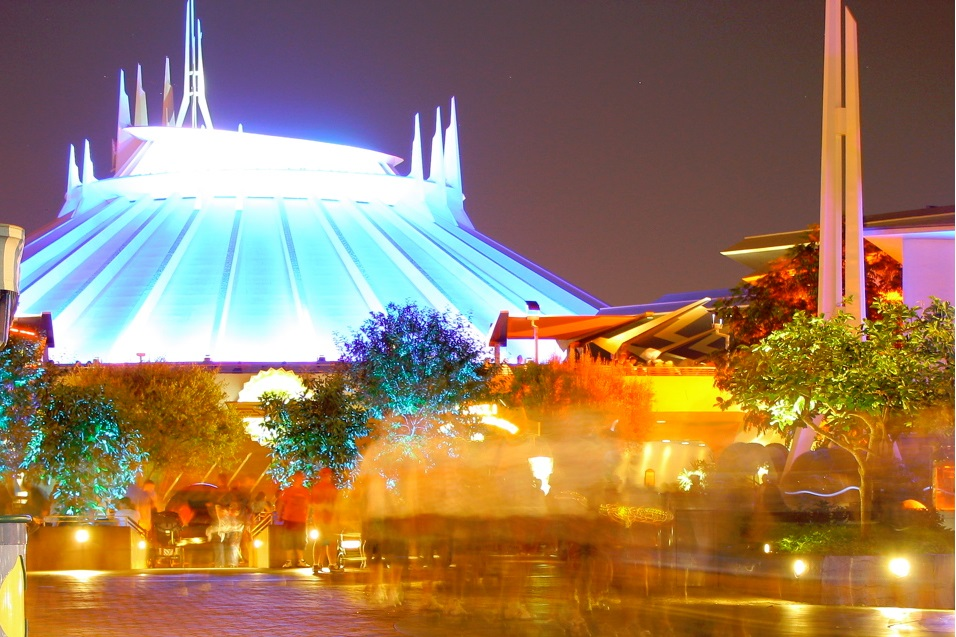
Space Mountain, una de les atraccions de Tomorrowland.

Disneyland està dividit en àrees temàtiques. Està dissenyat en forma de roda, amb el castell de la Bella Dorment al centre, des del qual surten avingudes a cadascuna de les altres àrees. Al principi hi havia cinc àrees—Main Street U.S.A., Adventureland, Frontierland, Fantasyland i Tomorrowland—, a les que s'hi van afegir quatre més tard: New Orleans Square, Critter Country, Mickey’s Toontown i Star Wars: Galaxy's Edge.
El complex vacacional ocupa una superfície total de 2.063.897 m², dels quals el parc Disneyland n'ocupa 343.982,25 m² —16,7%. Hi ha més de seixanta atraccions distribuïdes per les àrees temàtiques.

### Main Street U.S.A.
És la via d'accés del parc, amb edificis seguint un disseny victorià similar al que tenien els de Marceline els anys 1890, ciutat nord-americana on Disney va viure quan era un nen. Fort Collins, lloc on va créixer Harper Goff, que va col·laborar en el disseny de l'àrea temàtica, també va influenciar les construccions. Compta amb una plaça, un ajuntament, una estació de bombers, una estació de tren, una sala de cinema on es projecten curtmetratges animats i diverses botigues. El carrer Main Street U.S.A. acaba al castell de la Bella Dorment.
A aquesta àrea es troba l'apartament on Disney s'allotjava quan visitava Disneyland. Està situat en la planta superior del departament de bombers i no s'hi permet l'accés al públic. A la seva finestra s'hi pot veure una làmpada encesa, senyal que Walt Disney utilitzava per comunicar que estava al parc. Un altre element característic és l'estàtua de bronze que mostra Disney de la mà de Mickey Mouse, esculpida per Blaine Gibson el 1993.

#### Atraccions i espectacles
- Disneyland Railroad: Tren que recorre el voltant del parc, amb parades a Main Street, U.S.A., New Orleans Square, Mickey's Toontown i Tomorrowland.
- Walt Disney - A Magical Life: Espectacle amb un animatronic de Walt Disney en el seu homenatge.[106]

- Main Street Cinema: Cinema on es poden veure curtmetratges produïts durant els primers anys de la companyia.

- Main Street Vehicles: Col·lecció de vehicles antics que recorren el carrer des de l'entrada a davant el castell de la Bella Dorment. Inclouen un tramvia de cavalls, un cotxe de bombers, un bus de dos pisos i cotxe antic.

- Mickey's Mix Magic: Espectacle nocturn amb música, llum i projeccions al castell de la Bella Dorment i a les façanes de l'àrea. Durant algunes nits l'espectacle incorpora focs artificials.

### Adventureland
Disney va concebre Adventureland a partir dels seus documentals sobre la naturalesa True-Life Adventures, gravats a les dècades de 1950 i 1960. Si bé conté elements al·lusius a les cultures i selves de Polinèsia, Àfrica i l'Índia, l'equip de Disney Imagineering va afegir diversos elements imaginaris per a recrear «terres exòtiques i viatges estranys». Als edificis i estructures també apareixen elements inspirats en l'arquitectura colonial espanyola. El disseny de l'àrea cerca crear un ambient misteriós, intrigant i romàntic, d'acord amb Disney.

#### Atraccions i espectacles
- Adventureland Treehouse: Un recorregut a peu per una casa en un arbre inspirada per la pel·lícula Swiss Family Robinson (1960).

- Indiana Jones Adventure: Recorregut amb un vehicle tot terreny inspirat en el personatge Indiana Jones.

- Jungle Cruise: Recorregut amb vaixell de vapor per diversos rius tropicals. Per aquesta atracció el dissenyador Billy Evans va crear un nou ecosistema a manera de «selva Hollywoodense», d'acord amb el desig de Disney. Bill va recórrer a diversos mètodes, com portar llavors de contraban als elàstics dels mitjons i plantar tarongers amb la part superior de les arrels exposades perquè semblessin manglars, a més d'aprofitar alguns eucaliptus que creixien en aquesta zona. Diverses de les espècies de plantes que hi ha a l'àrea són úniques a tota la regió del sud de Califòrnia.[109]
- Walt Disney's Enchanted Tiki Room: Espectacle amb ocells robòtics i figures animades que canten cançons.

### Frontierland
Basada en la trilogia de capítols produïts per a la sèrie Disneyland que tracten de la vida de Davy Crockett, Frontierland s'inspira en l'ambient del Far West, els cowboys i els esdeveniments de la història nord-americana del segle xix que van permetre l'expansió cap a l'Oest, des de la compra de Louisiana fins a la febre de l'or de Califòrnia. A aquesta zona hi ha un riu artificial, anomenat Rivers of America (Rius d'Amèrica) al voltant d'una illa anomenada Tom Sawyer Island. Disney va dissenyar aquest paratge basant-se en la novel·la Les aventures de Tom Sawyer de l'escriptor Mark Twain.

#### Atraccions i espectacles
- Big Thunder Mountain Railroad: Muntanya russa per a tota la família ambientada en una mina d'or a l'oest americà.

- Frontierland Shootin' Exposition: Galeria de tir on els visitants poden disparar amb rèpliques de rifles a diferents objectius interactius.
- Rivers of America
  - Mark Twain Riverboat: Vaixell a vapor on els visitants poden recórrer els Rivers of America i donar una volta a la Tom Sawyer Island.
  - Pirate's Lair on Tom Sawyer Island: L'illa al centre del riu, que els visitants poden accedir amb un bot i explorar.
  - Sailing Ship Columbia: Rèplica del Columbia Rediviva, primer vaixell estatunidenc en fer la volta al món, on els visitants poden recórrer els Rivers of America i donar una
  - Fantasmic!: Espectacle nocturn que té lloc a la Tom Sawyer Island. Es pot veure des de la riba del Rivers of America.[14]

### Fantasyland
Dissenyada especialment per a nens, Fantasyland es basa en els llargmetratges animats de Disney i en els contes de fades, i el seu concepte és la fantasia. Té edificis i decoració amb trets medievals, amb elements arquitectònics característics de països europeus com França i Alemanya. Per exemple, el castell de la Bella Dorment és inspirat en el castell alemany de Neuschwanstein. La majoria de les atraccions fan referència a algun personatge animat de Disney.

#### Atraccions i espectacles
- Alice in Wonderland: Dark ride basada en la pel·lícula Alícia al país de les meravelles.

- Casey Jr. Circus Train: Muntanya russa autopropulsada inspirada en el tren de la pel·lícula Dumbo que recorre diverses maquetes de pel·lícules de Disney i contes de fades.

- Dumbo the Flying Elephant: Carrusel aeri basat en la pel·lícula Dumbo, amb cabines amb forma d'elefant on els visitants controlen l'alçada.

- Fantasy Fair: Plaça on es representen espectacles i on els visitants poden veure diferents princeses de pel·lícules de Disney.

- Fantasyland Theatre: Teatre on es representen diversos espectacles.

- It's a Small World: Recorregut en bot en el que figures animatròniques representen diversos països del món i canten.

- King Arthur Carrousel: Cavallets de 1922, en els que totes les figures son cavalls saltant.
- Mad Tea Party: Atracció inspirada en la pel·lícula Alícia al país de les meravelles en la que els visitants viatgen en unes tasses que giren.

- Matterhorn Bobsleds: Muntanya russa que recorre l'interior d'una recreació a escala de la muntanya Cerví.

- Mr. Toad's Wild Ride: Dark Ride basada en una adaptació animada del llibre El vent entre els salzes que Disney va produir a l'any 1949 com a part de la pel·lícula The Adventures of Ichabod and Mr. Toad.

- Peter Pan's Flight: Dark ride en la que els visitants es pugen a un vaixell flotant i recorren els escenaris de la pel·lícula Peter Pan.

- Pinnochio's Daring Journey: Dark ride basada en la pel·lícula Pinotxo.

- Pixie Hollow: Racó on els visitants poden interactuar amb la fada Campaneta de la pel·lícula Peter Pan i altres fades de la franquícia Disney Fairies.

- Sleeping Beauty Castle Walkthrough: Visita a l'interior del castell de la Bella Dorment, decorat d'acord amb el guió gràfic de la pel·lícula homònima.[115]

- Snow White's Enchanted Wish: Dark ride basada en la pel·lícula La Blancaneu i els set nans.

- Storybook Land Canal Boats: Viatge amb bot per maquetes de pel·lícules de Disney i contes de fades.

### Tomorrowland
Tomorrowland és l'última de les cinc àrees temàtiques concebudes originalment per Disney Imagineering. Si bé el concepte principal és el futur, diverses atraccions fan referència a innovacions tecnològiques del segle xx, en particular els viatges espacials i alguns progressos científics que Disney va considerar que s'haurien d'assolir el 1986.

#### Atraccions i espectacles
- Astro Orbiter: Carrusel aeri amb cabines amb forma de coet on els visitants controlen l'alçada.
- Autopia: Autopista de circuit tancat on els visitants condueixen automòbils
- Buzz Lightyear Astro Blasters: Dark ride basada en la franquícia Toy Story on els visitants disparen a objectius per acumular punts.
- Disneyland Monorail: Monorail que viatja pels entorns del resort, amb parades a Tomorrowland i al Disneyland Hotel.
- Disneyland Railroad: Tren que recorre el voltant del parc, amb parades a Main Street, U.S.A., New Orleans Square, Mickey's Toontown i Tomorrowland.
- Finding Nemo Submarine Voyage: Recorregut amb submarins parcialment submergits inspirat en la pel·lícula Buscant en Nemo.
- Space Mountain: Muntanya russa a la foscor que simula un viatge espacial.
- Star Tours - The Adventures Continue: Simulador en 3D basat en les pel·lícules de La Guerra de les Galàxies.

### New Orleans Square
Àrea ambientada a la ciutat de Nova Orleans i el seu Barri Francès, amb zones que representen les cases victorianes de la ciutat durant els anys 1850, poblada de pirates.

#### Atraccions i espectacles
- Disneyland Railroad: Tren que recorre el voltant del parc, amb parades a Main Street, U.S.A., New Orleans Square, Mickey's Toontown i Tomorrowland.
- Pirates of the Caribbean: Viatge amb bot per diferents escenaris inpirats en històries de pirates a les illes del mar Carib durant els segles XVII i XVIII.

- The Haunted Mansion: Dark ride per una casa embruixada.

### Bayou Country
Inicialment era un sector del parc dedicat a la cultura indígena nord-americana. Posteriorment, el van anomenar «Bear Country» per l'atracció Country Bear Playhouse, construïda a principi dels anys 1970, després reanomenada «Critter Country» degut a la construcció de la muntanya russa aquàtica Splash Mountain, i finalment reanomenada com a «Bayou Country» després de la reimaginació de Splash Mountain a Tiana's Bayou Adventure. L'àrea reprodueix trets de la vida silvestre i dels boscos del nord dels Estats Units.

#### Atraccions i espectacles
- Davy Crockett's Explorer Canoes: Canoes on els visitants remen recorrent els Rivers of America amb un guia.

- The Many Adventures of Winnie the Pooh: Dark ride inspirada en la pel·lícula homònima estrenada el 1977.
- Tiana's Bayou Adventure: Muntanya russa acuàtica basada en la pel·lícula Tiana i el gripau.

### Mickey's Toontown
Àrea dissenyada a manera de ciutat en què viuen diversos personatges animats de Disney, entre ells Mickey, Minnie Mouse, Goofy i l'ànec Donald. Varis dels seus elements provenen de la pel·lícula Qui ha enredat en Roger Rabbit? (1988). Conté les cases dels personatges, de les quals el públic pot visitar l'interior.

#### Atraccions i espectacles
- Disneyland Railroad: Tren que recorre el voltant del parc, amb parades a Main Street, U.S.A., New Orleans Square, Mickey's Toontown i Tomorrowland.
- Chip 'n' Dale's Gadgetcoaster: Muntanya russa basada en els personatges Chip 'n' Dale.
- Mickey & Minnie's Runaway Railway: Dark ride basada en curts animats recents del Ratolí Mickey.
- Roger Rabbit's Car Toon Spin: Dark ride basada en la pel·lícula Qui ha enredat en Roger Rabbit? (1988)

### Star Wars: Galaxy's Edge
Aquesta àrea està ambientada a l'univers de La guerra de les galàxies, i està situada al poble Black Spire Outpost del planeta Batuu. Temporalment la terra està entre les pel·lícules Star Wars: Els últims Jedi (2017) i Star Wars: L'ascens de Skywalker (2019).

#### Atraccions i espectacles
- Millennium Falcon: Smugglers Run: Simulador interactiu on els visitants condueixen la nau Falcó Mil·lenari en una missió de contraban.

- Star Wars: Rise of the Resistance: Dark ride en la que els visitants són capturats pel Primer Orde i escapen amb l'ajuda de la Resistència.

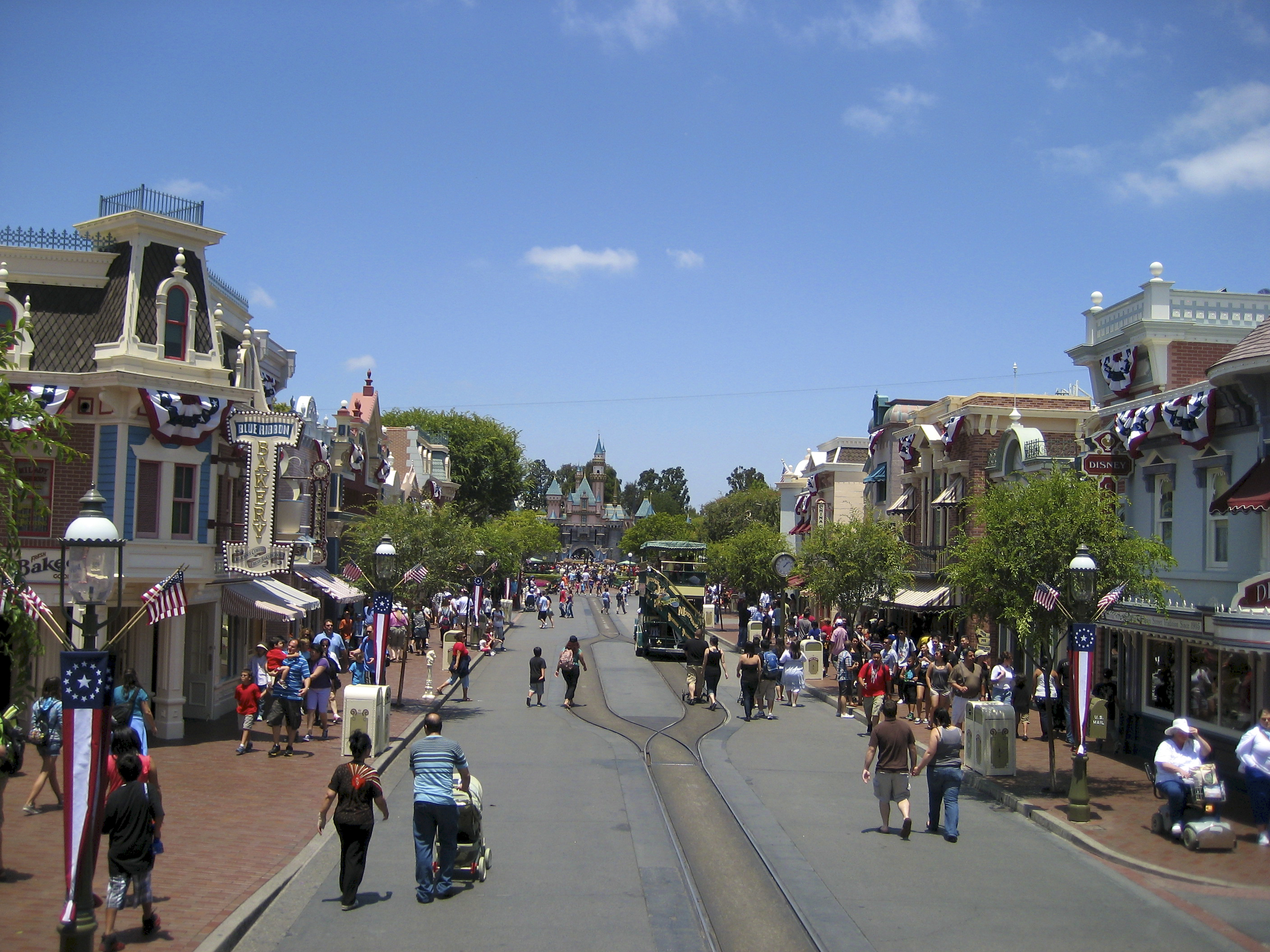
Fotografia de Main Street U.S.A.
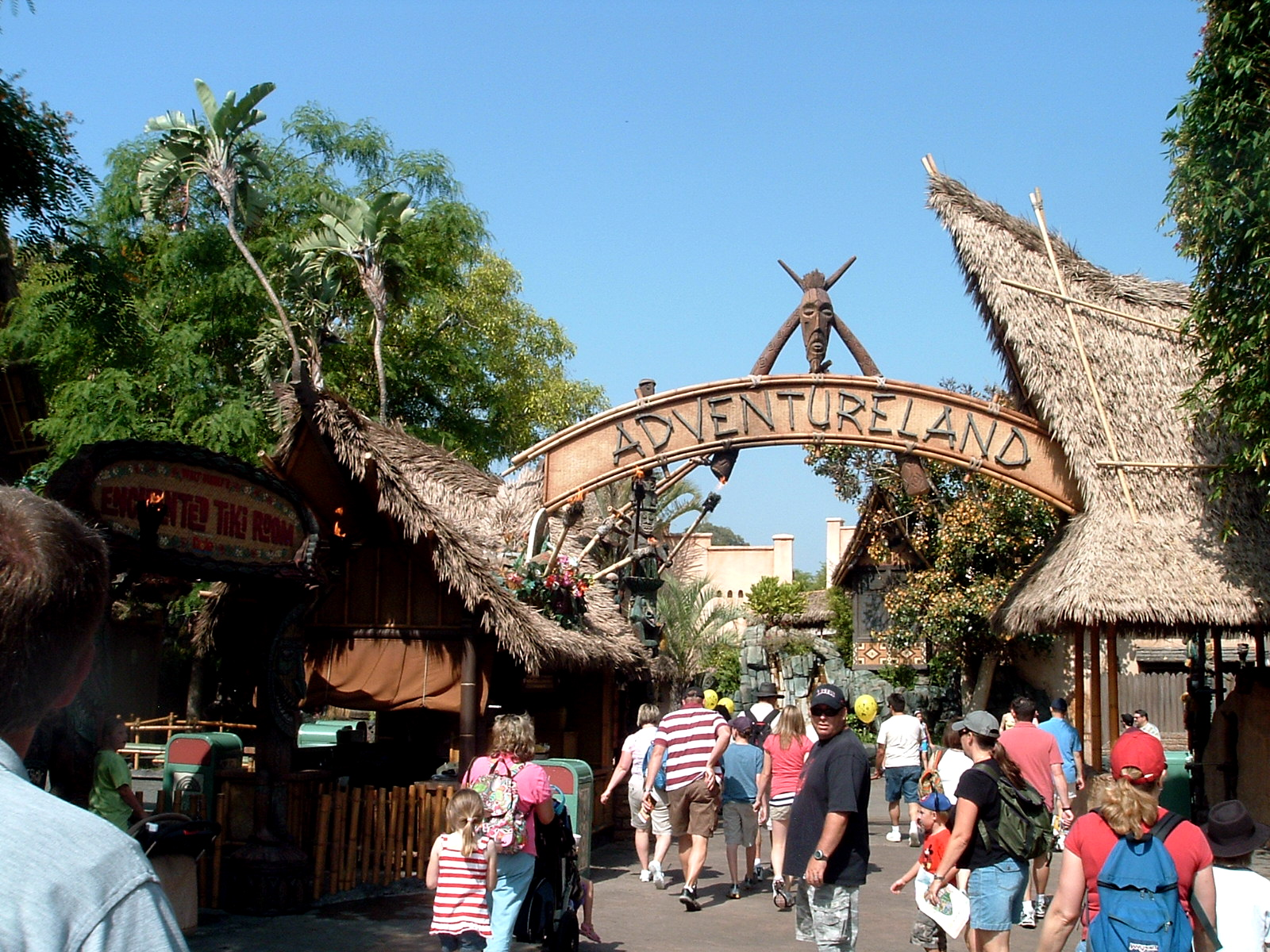
Entrada a Adventureland.
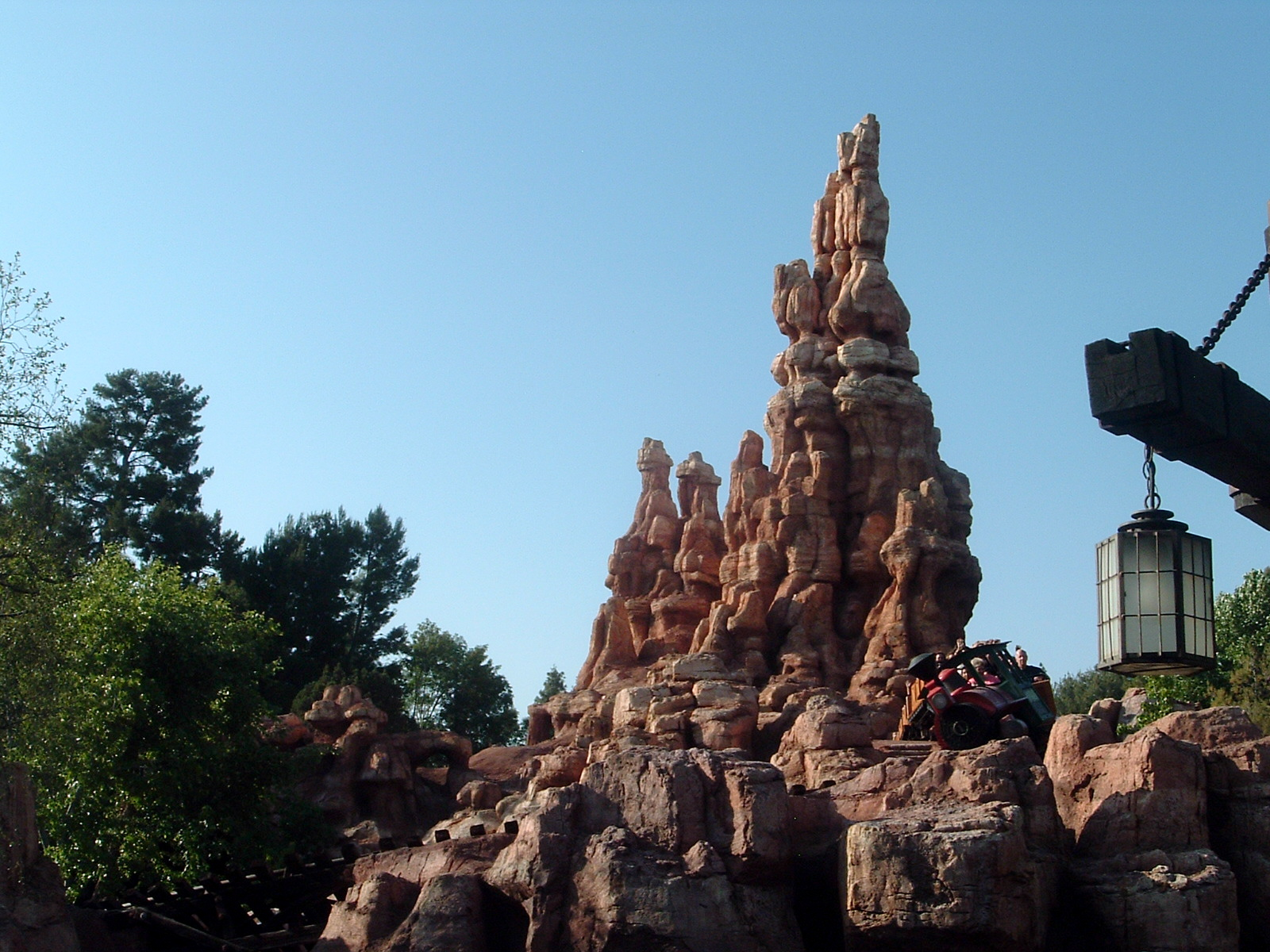
Big Thunder Mountain, una de les atraccions de Frontierland.
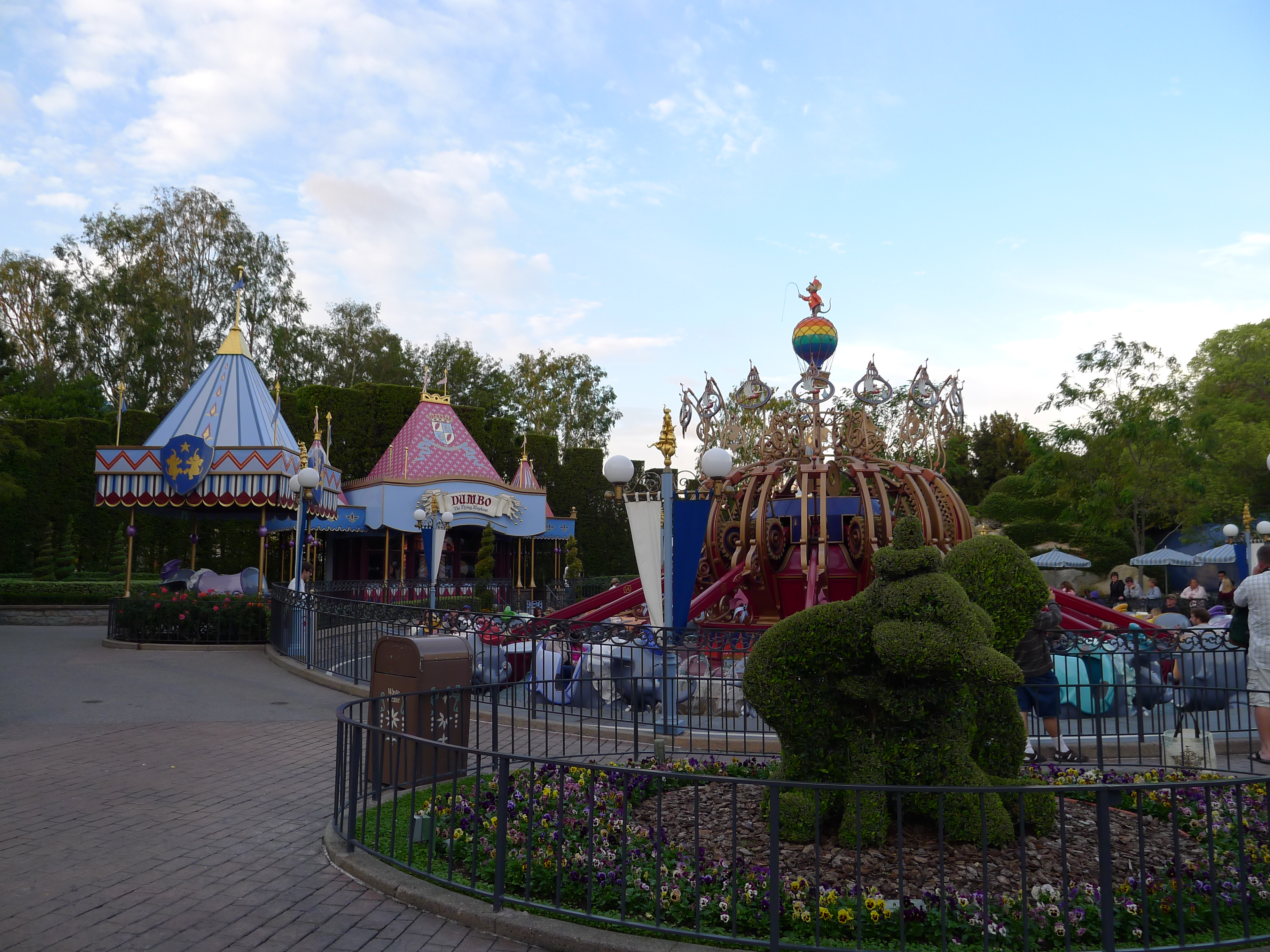
Fantasyland.
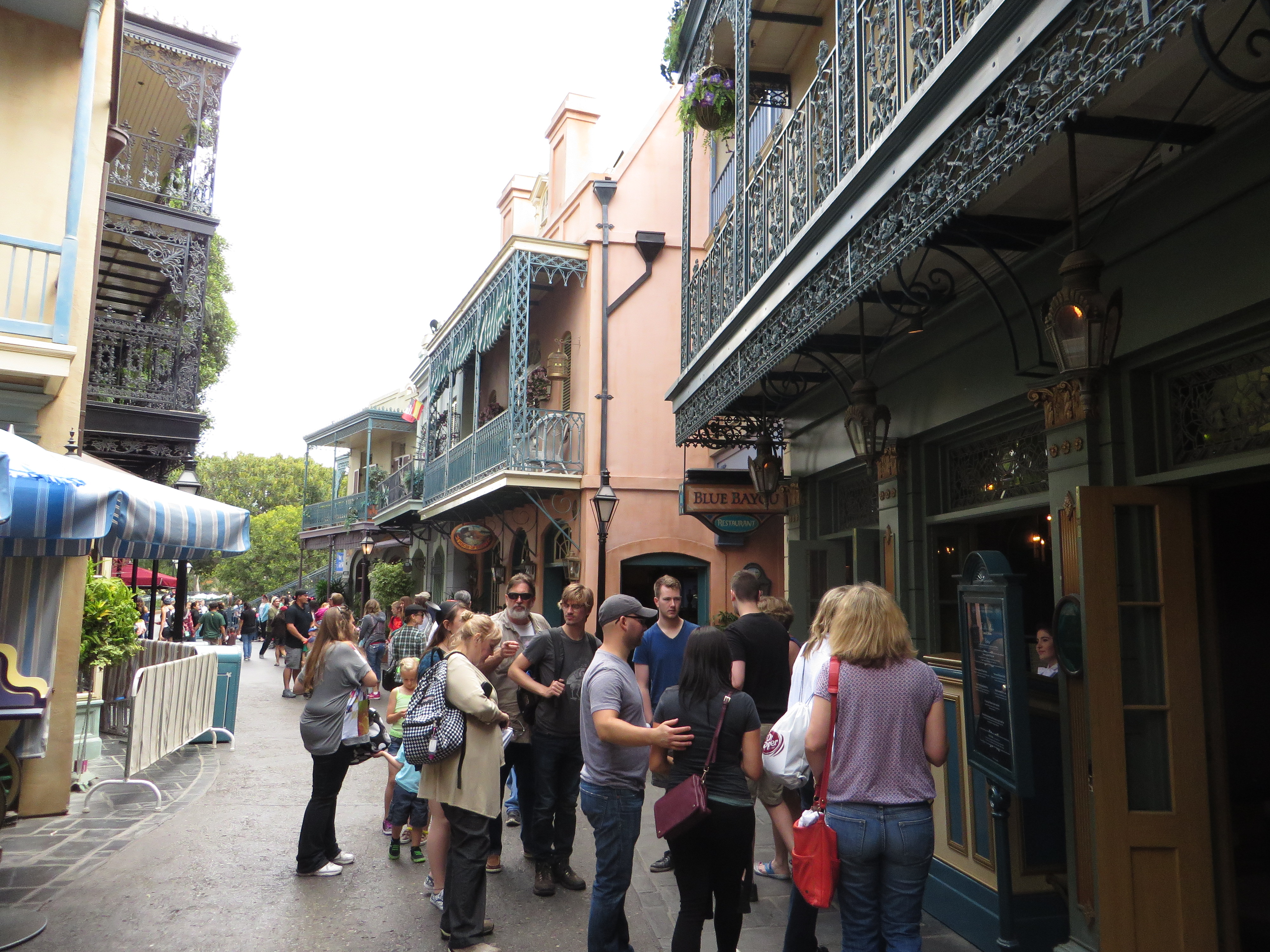
New Orleans Square.
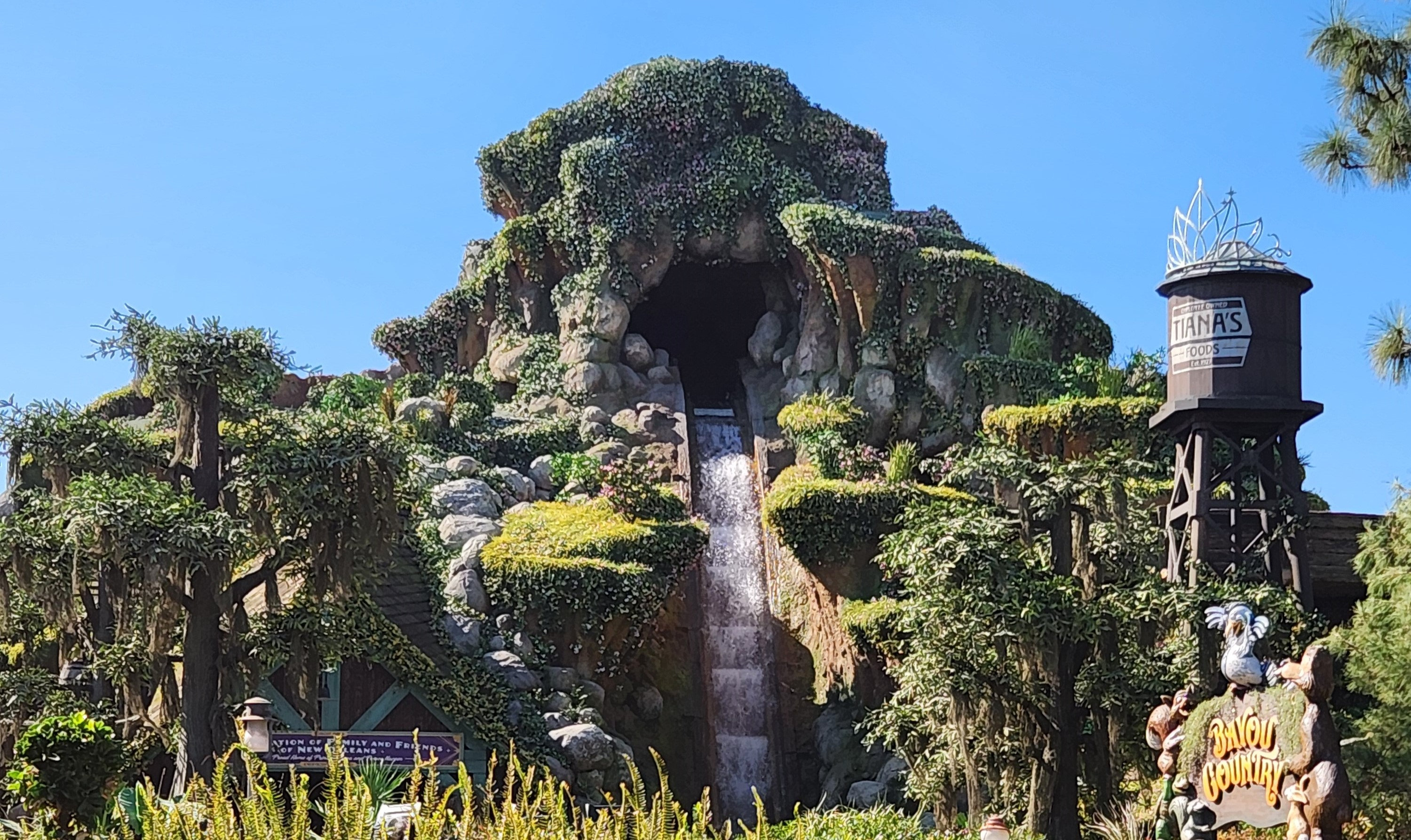
Tiana's Bayou Adventure, una de les atraccions de Bayou Country.
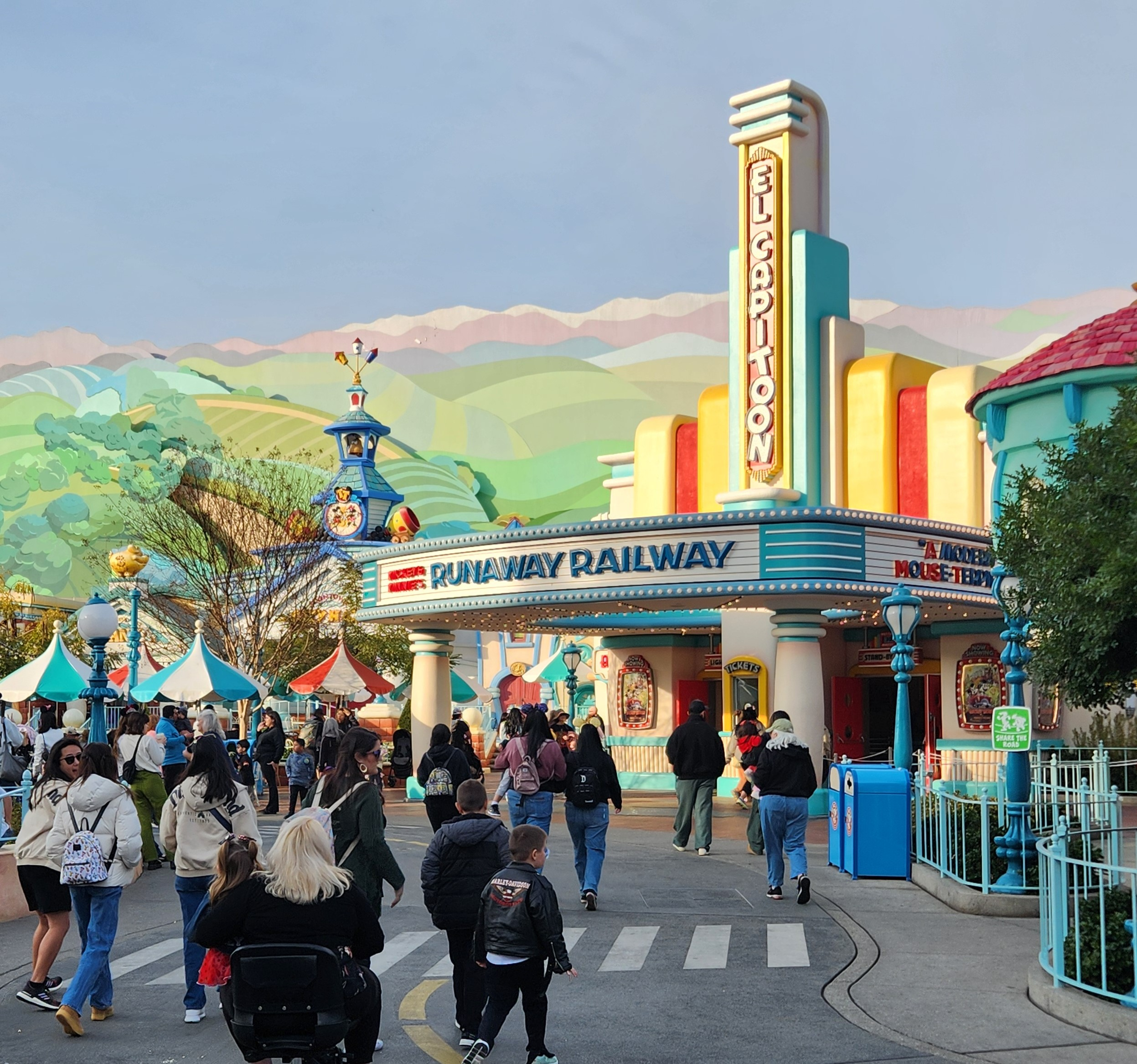
Mickey & Minnie's Runaway Railway, una de les atraccions de Mickey's Toontown.
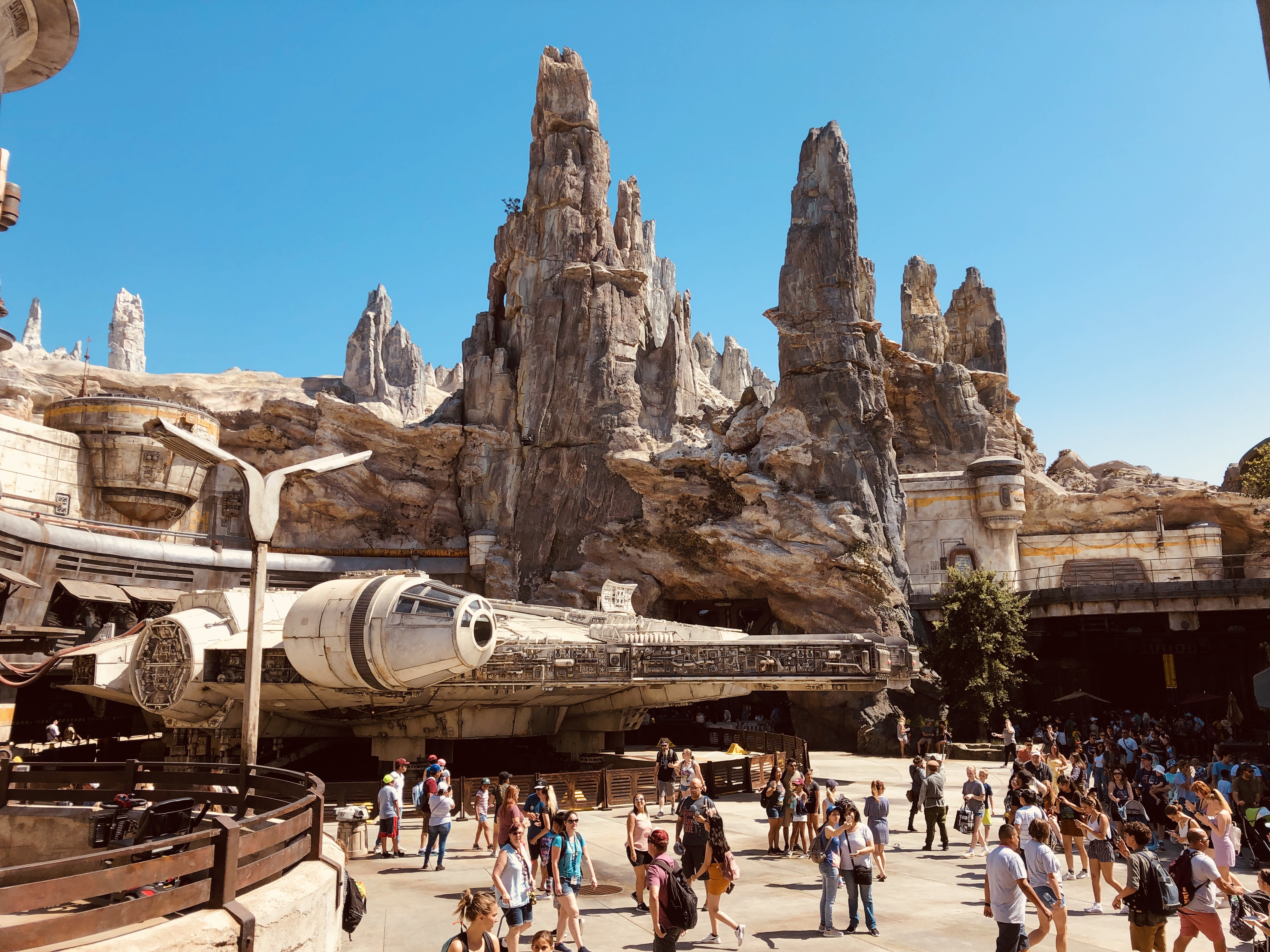
Star Wars: Galaxy's Edge.

## Espectacles i el club 33

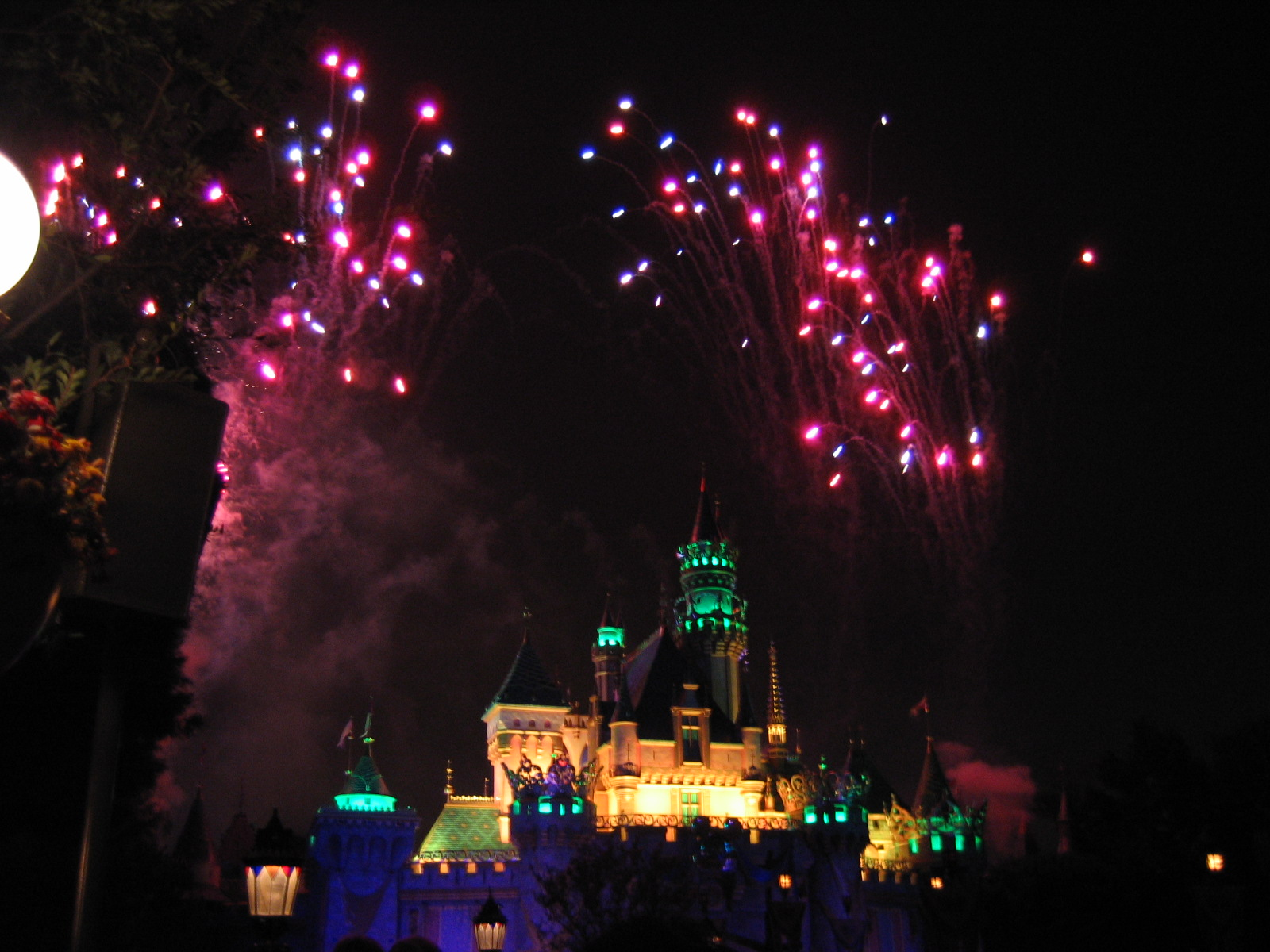
Fotografia de l'espectacle de focs pirotècnics de Disneyland, el 2006.

Durant l'any a Disneyland es fan diversos espectacles musicals i d'efectes especials que varien quan es commemora una festivitat especial, com és el cas de l'espectacle que té lloc totes les nits davant del castell, i el concepte del qual canvia el Dia de la Independència dels Estats Units d'Amèrica, a Halloween, al Nadal i l'Any Nou. També cada dia es fan desfilades de carros al·legòrics i empleats disfressats, que pretenen transmetre la sensació d'«una festa senzilla i espontània que fa que els visitants somriguin i ballin». En alguns esdeveniments, els visitants interactuen directament amb els empleats disfressats, i d'altres es fan a escenaris instal·lats per a una audiència específica, com és el cas de Fantasmic!, de nit, a l'illa de Frontierland, i on es representa una batalla de Mickey Mouse i els seus aliats contra els vilans de diferents pel·lícules de l'empresa.
A New Orleans Square hi ha un establiment anomenat Club 33 amb accés restringit només a membres. És un restaurant i un bar de luxe que Disney va concebre per reunir-se amb alguns empresaris interessats en invertir a Disneyland. Es va inaugurar el maig de 1967, i llavors era l'únic lloc del parc on es venia alcohol. Els membres, entre els quals es troben celebritats de l'espectacle i polítics, han de pagar una quota d'ingrés i esperar un cert temps perquè siguin acceptats per l'empresa. El 2012 se sabia de l'existència de cinc-cents socis i d'altres vuit-centes persones en llista d'espera.